# Загроди (Сандомирський повіт)
Загроди (пол. Zagrody) — село в Польщі, у гміні Вільчиці Сандомирського повіту Свентокшиського воєводства.
Населення — 97 осіб (2011).
У 1975-1998 роках село належало до Тарнобжезького воєводства.

## Демографія
Демографічна структура на день 31 березня 2011 року:
|          | Загалом | Допрацездатний вік | Працездатний вік | Постпрацездатний вік |
| -------- | ------- | ------------------ | ---------------- | -------------------- |
| Чоловіки | 50      | 7                  | 34               | 9                    |
| Жінки    | 47      | 5                  | 30               | 12                   |
| Разом    | 97      | 12                 | 64               | 21                   |